# NGC 4492
NGC 4492 is een spiraalvormig sterrenstelsel in het sterrenbeeld Maagd. Het hemelobject werd op 28 december 1785 ontdekt door de Duits-Britse astronoom William Herschel.

## Synoniemen
- IC 3438
- UGC 7656
- MCG 1-32-89
- ZWG 42.141
- VCC 1330
- PGC 41383